# 德凡特冰川
德凡特冰川（英語：Defant Glacier）是南極洲的冰川，位於帕爾默地東岸，最終注入維奧蘭特灣西部，寬4公里，在1940年12月由美國研究隊發現和拍攝空中照片，現時由南極條約體系管理。